# Kwatera Göringa w Szerokim Borze
Kwatera Göringa Szeroki Bór Piski (niem. Breitenheide) – kwatera Hermanna Göringa nad jeziorem Jegocinek.

## Historia
W 1935 r. rozpoczęto w zwartym puszczańskim lesie prace budowlane nad ściśle tajnym ośrodkiem naukowo-badawczym Luftwaffe. Powstał duży obiekt z potężnymi bunkrami i podziemiami oraz wieloma lekkimi budynkami pomocniczymi. Całość silnie ogrodzono i otoczono polem minowym. Ośrodek nie został odkryty przez aliantów i nigdy nie był bombardowany. Prowadzono tu szereg prac badawczych nad silnikami rakietowymi i pociskami sterowanymi. Jesienią 1940 pośpiesznie adaptowano go na kwaterę Göringa. Dobudowano bocznicę kolejową od linii Ruciane-Nida-Pisz na potrzeby pociągu specjalnego „Asien” (czynna do dziś). Kwaterę wizytował Adolf Hitler. Kwatera miała do dyspozycji duże lotnisko Rostki k. miasta Pisz. Z lotniska tego 19 września 1939 r. rozpoczęły się naloty na Warszawę samolotami Do 17Z. Dziś lotnisko wykorzystywane jest do celów cywilnych. W okalającym lesie pozostało dużo fragmentów lotniskowej infrastruktury, m.in. wielokilometrowe betonowe drogi techniczne, miejscami zbombardowane. Wiosną 2006 odsłonięto darń ukazując większą ich część.

## Współczesność
Obiekty znajdujące się na terenie JW 1106 są chronione potrójnym ogrodzeniem z czujnikami ruchu i niedostępne, tylko jeden z bunkrów jest dostępny dla cywilów. Odgrodzono dla ogółu duże wojskowe osiedle mieszkalne. Do dyspozycji jest sklep, poczta oraz plaża. Wojskowy Dom Wypoczynkowy został zamknięty 30 września 2003 roku ze względu na spór między Lasami Państwowymi a Wojskiem Polskim.